# Río Clarence
El río Clarence (en bundjalung: Boorimbah, en yaygir: Ngunitiji ) es un río situado en el distrito de Northern Rivers de Nueva Gales del Sur, Australia .
El río nace en las laderas orientales de la Gran Cordillera Divisoria, en la cordillera fronteriza al oeste de Bonalbo, cerca de Rivertree, en la confluencia del arroyo Koreelah y el río Maryland, en la cuenca que marca la frontera entre Nueva Gales del Sur y Queensland. El río fluye generalmente hacia el sur, el sureste y el noreste, unido por veinticuatro afluentes, entre ellos el Tooloom Creek y los ríos Mann, Nymboida, Cataract, Orara, Coldstream, Timbarra y Esk. El río llega a su desembocadura en la confluencia con el Mar del Coral en el Océano Pacífico Sur, entre Iluka y Yamba, y desciende 256 metros a lo largo de sus 394 kilómetros.
En su recorrido pasa por las localidades de Tabulam y Copmanhurst, la ciudad de Grafton y las localidades de Ulmarra y Maclean. El río cuenta con numerosas islas fluviales de gran tamaño, como las islas Woodford, Chatsworth, Ashby, Warregah y Harwood; y la Reserva Natural de la Isla Susan. El río mantiene una importante industria de pesca de camarones.
El sistema del río Clarence es un extenso desagüe de la costa este con muchos afluentes de distinto tamaño. Aparte del río Murray, es el mayor río de Australia continental al sur del Trópico de Capricornio, aunque su caudal, a efectos de comparación, es sólo la mitad del del Potomac. Su cuenca es, junto con la del Hawkesbury, de tamaño muy similar, la mayor cuenca del Pacífico de Australia al sur de Bundaberg. Sin embargo, las intensísimas precipitaciones que caracterizan a la costa norte hacen que las grandes inundaciones puedan elevar temporalmente el caudal del Clarence hasta 24 pies, como ocurrió en 1890

## Otras lecturas
- Ford, Hazel, ed. (2011). When the rains come down the floods come up: Grafton Floods. Clarence River Historical Society Inc.